# Sumitrosis difficulis
Sumitrosis difficulis is een keversoort uit de familie bladkevers (Chrysomelidae). De wetenschappelijke naam van de soort werd in 1947 gepubliceerd door Francisco de Asis Monrós & Viana.